# Nacionalización en Polonia
La nacionalización en Polonia tuvo lugar tras el final de la Segunda Guerra Mundial, y fue institida en gran escala por el gobierno comunista de Polonia a partir de 1944 .
Durante la época de la Segunda República Polaca (1918-1939), los partidos y políticos socialistas propusieron diversas formas de nacionalización. Tras la toma del poder por parte de los comunistas en Polonia después de la Segunda Guerra Mundial, el nuevo gobierno comunista promulgó una serie de decretos por los que se nacionalizaba una parte importante de la propiedad polaca entre 1944 y 1956.

## Polonia de entreguerras
Tras la restauración de la independencia polaca en 1918, una serie de partidos y políticos principalmente socialistas (por ejemplo, el Partido Popular Polaco «Wyzwolenie», el Gobierno Popular Provisional de la República de Polonia de Ignacy Daszyński) lanzaron promesas de nacionalización. A medida que la política y el gobierno de Polonia se estabilizaron, la política de nacionalización perdió apoyo, y la Constitución de marzo de 1921 contenía disposiciones de protección de la propiedad que dificultaban la nacionalización.

## Nacionalización en la época comunista

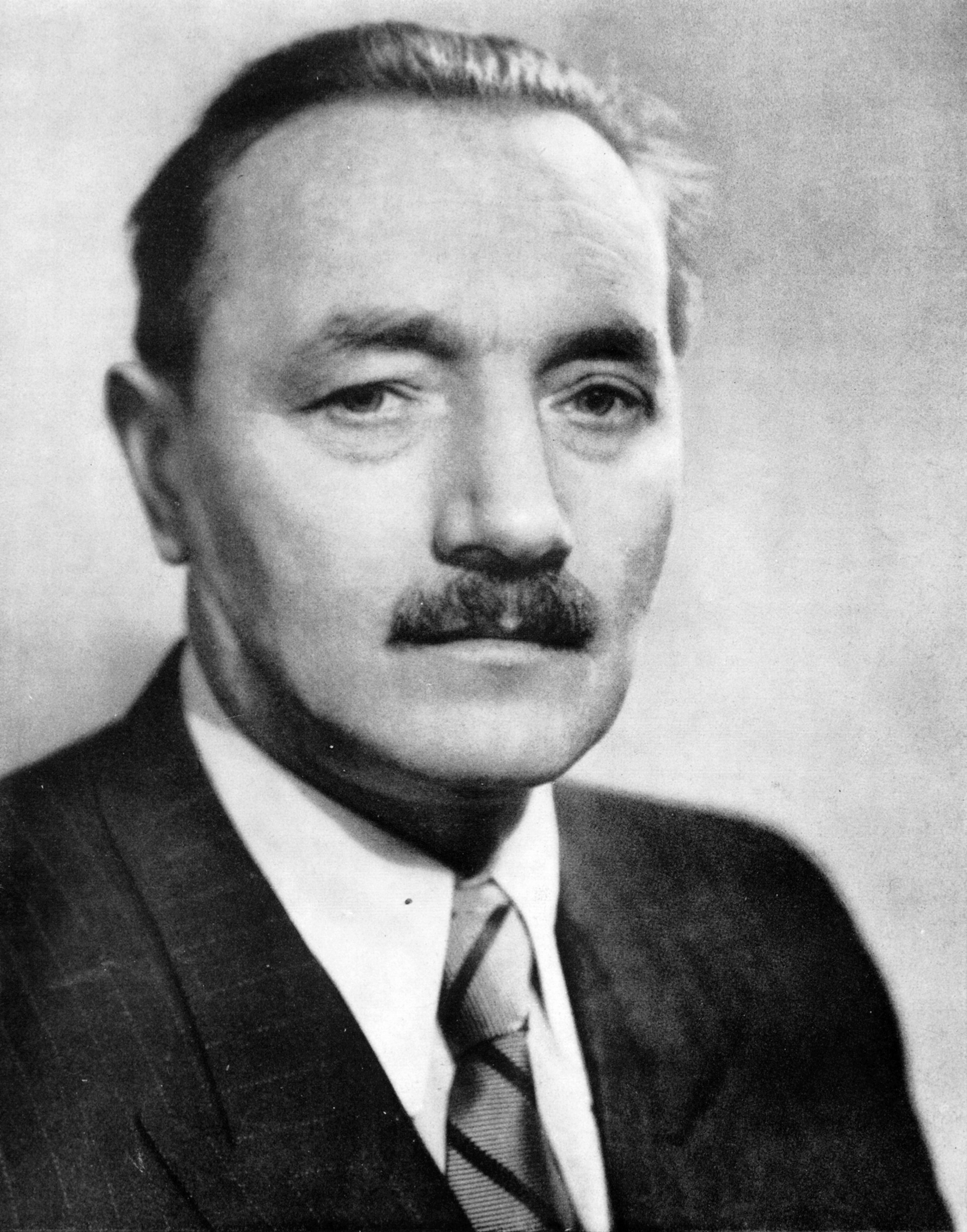
El político comunista Bolesław Bierut fue el jefe del gobierno polaco a finales de la década de 1940 y principios de la de 1950, periodo en el que se aplicaron la mayoría de los programas de nacionalización.

La idea de la nacionalización volvió durante la Segunda Guerra Mundial, ya que la mayoría de los partidos clandestinos polacos del Estado Clandestino Polaco declararon su apoyo a la nacionalización de las propiedades de los ocupantes (principalmente alemanes), así como las de los «traidores y colaboracionistas», definidos de diversas maneras. A medida que los ejércitos soviéticos avanzaban hacia el oeste y entraban en antiguos territorios polacos, el gobierno comunista polaco provisional (Comité Polaco de Liberación Nacional) prometió igualmente la confiscación de los bienes robados por los alemanes y su redistribución.
Entre las primeras leyes de nacionalización aprobadas por el gobierno comunista polaco se encuentra el Decreto de reforma agraria de 6 de septiembre de 1944, que nacionalizó todas las tierras de propiedad privada de más de 50 hectáreas agrícolas o, en su defecto, de más de 100 hectáreas. Otra ley aprobada el 14 de diciembre de 1944 nacionalizó los bosques. Todas las industrias medianas y grandes que cayeron en la esfera de influencia comunista pasaron inmediatamente a ser propiedad estatal «temporal», primero sin respaldo legal, pero legalizadas por varios decretos de 1945. Un decreto de 1945 conocido como Decreto Bierut nacionalizó la mayoría de las propiedades de la capital polaca de Varsovia. Unas leyes relacionadas y de mayor alcance (denominadas incorrectamente por los nacionalistas alemanes como Decretos Bierut) sobre todas las propiedades abandonadas establecían que dichas propiedades pasarían a ser propiedad del Estado o de otras instituciones sociales al cabo de 10 años. El Consejo Nacional del Estado aprobó el 3 de enero de 1946 una Ley de nacionalización de la industria de amplio alcance (Ustawa o nacjonalizacji przemysłu).  Transfirió al Estado sin compensación todas las propiedades que habían sido alemanas, así como las propiedades de los colaboradores. Además, declaraba que el Estado se hacía cargo de todas las empresas en 17 ramas de la industria, y en todas las demás, de todas las empresas medianas y grandes. Sólo se indemnizó a los propietarios extranjeros. Aproximadamente 35.000 empresas fueron nacionalizadas antes del 1 de octubre de 1948. Algunas otras empresas que no entraban en el ámbito de aplicación de la ley de 1946 fueron nacionalizadas en años posteriores (por ejemplo, aproximadamente 1.500 farmacias privadas fueron nacionalizadas en 1951), y el último lote fue nacionalizado por la Ley de 25 de febrero de 1956.
A diferencia de la mayoría de los demás países del bloque oriental, sólo se nacionalizó un tercio de la agricultura polaca (generalmente en forma de grandes explotaciones estatales, las PGR), y el resto permaneció en el sector privado.

## Nacionalización/Repolonización (2015-actualidad)
Desde 2015, bajo el gobierno de Ley y Justicia (PiS), Polonia ha sido testigo de una creciente ola de nacionalismo económico, 
- con la empresa estatal PZU en 2015 acordando la compra de una participación del 25,3 por ciento en Alior Bank;[8][9]
- PZU, junto con el Fondo Polaco de Desarrollo, compra de una participación del 32,8% en Bank Pekao por parte de UniCredit en 2017;
- la fusión de la empresa estatal PKN Orlen con su homóloga estatal Energa en 2020; y nuevos planes para absorber a su rival más pequeño Lotos.

El ministro también sugirió que Polonia debería tener un mayor control sobre la economía.
- El 1 de agosto de 2022, la empresa estatal PKN Orlen finalizó la fusión con la empresa estatal Lotos.[13]

PKN Orlen ha anunciado su intención de adquirir la empresa estatal PGNiG, y el 10 de mayo de 2021 presentó una solicitud de adquisición a la Oficina de Competencia y Protección de los Consumidores. En octubre de 2022, los accionistas de PGNiG aprobaron la adquisición de la empresa por parte de PKN Orlen, esto se produjo después de que los accionistas de PKN Orlen hicieran lo mismo. 
A finales de 2022, Jarosław Kaczyński dijo que el gobierno polaco de Pis podría comprar PKP Energetyka y Żabka tienda de conveniencia de CVC Capital Partners. En enero de 2023, CVC firmó un acuerdo preliminar para la venta de PKP Energetyka a la compañía eléctrica estatal PGE.
El 3 de abril de 2023 PGE Polish Energy Group adquirió al Fondo CVC el 100% de las acciones de PKPE Holding sp. z o.o. cerrando así la operación de compra de PKP Energetyka S.A.

## Reprivatización (1989-actualidad)
Tras la caída del comunismo en Polonia en 1989, parte de la propiedad anteriormente nacionalizada ha sido objeto de reprivatización y restaurada a los propietarios anteriores, sus herederos u otros reclamantes. Sin embargo, a finales de 2018, Polonia todavía no tenía una ley única y unificada con respecto a la reprivatización, y el proceso ha sido lento y se ha basado en un mosaico de varias leyes más pequeñas y limitadas.  En algunos casos, este proceso ha resultado ser muy polémico y controvertido, abriendo las puertas al fraude y la corrupción que aprovechaban las lagunas de las imperfectas leyes relativas a la reprivatización.  Muchas de las polémicas se centraron en Varsovia, donde se nacionalizó todo el suelo con el fin de planificar la reconstrucción de la ciudad casi completamente destruida durante la Segunda Guerra Mundial. La reprivatización de espacios públicos (escuelas, parques urbanos, etc.) con la subsiguiente reutilización y abandono creó el caos y había dado lugar a un fraude considerable. En 2017, el Gobierno polaco creó una pl; en julio de 2018, la comisión había revocado más de una docena de decisiones, pero algunas de sus sentencias han dado lugar a nuevas polémicas y a varios juicios. 